# بیگ پول (مریلند)
بیگ پول (به انگلیسی: Big Pool) شهری در ایالت مریلند کشور ایالات متحده آمریکا است که جمعیت آن در سرشماری سال ۲۰۱۰ میلادی، ۸۲ نفر بوده‌است.